# 布萊恩·凱許曼

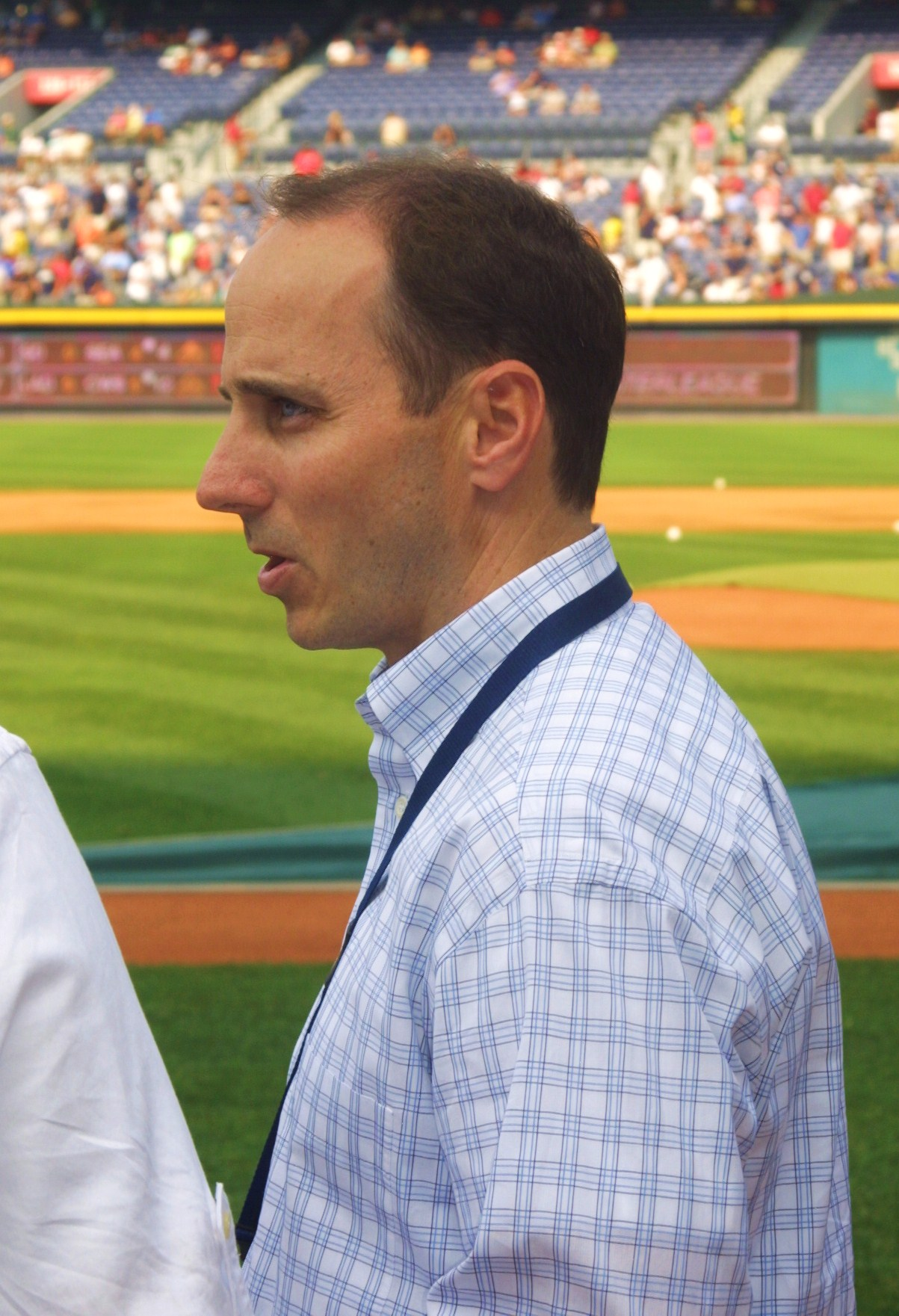
時的凱許曼。

布萊恩·麥奎爾·凱許曼（英語：Brian McGuire Cashman，1967年7月3日—），現為美國職棒大聯盟紐約洋基總管，中文綽號「現金男」、「現金人」，同時也具律師身分。

## 生平

### 早期生活
凱許曼出生於紐約的華盛頓維爾，他住在這裡並且就學，直到到七年級的時候，他才和他的家人搬家到勒星頓 (肯塔基州)，直到長大成人。凱許曼的爸爸是從事賽馬的養殖業者，他在高中的時候就讀列剋星敦天主教高中（Lexington Catholic High School）而住在華盛頓哥倫比亞特區，1985年畢業於喬治敦預備學校（Georgetown Preparatory School），1989年畢業於美國天主教大學（The Catholic University of America）。

### 紐約洋基
1986年凱許曼在紐約洋基開始當實習生，1998年2月，他成為副總裁和總經理，在他任職的期間，洋基贏得7次美國聯盟冠軍和4次世界大賽冠軍，在他的帶領下，球隊的經營是成功的。2005年是凱許曼最後1年的合約，即使成功帶領球隊，還是沒有馬上獲得續約。總裁喬治·史坦布瑞納在這1年開始，離開常住的紐約城市而住在坦帕 (佛羅里達州) ，偶而會再回到紐約。2006年他與洋基簽下3年總額550萬美元（當時約台幣1億7600萬）的合約，在簽約前，華盛頓國民也傳出對凱許曼有興趣，但凱許曼最後還是選擇和洋基續約。2008年球季結束以後，球隊繼續和凱許曼續約3年，雙方合作關係直到2011年球季結束。在凱許曼擔任總經理期間，他對外坦言和日本職棒投手井川慶所簽訂的合約（5年2000萬美金、2600萬美元的加盟金），是近年來最失敗的合約。

### 私人生活
凱許曼和他的家人現在住在康乃狄克州的Darien。